# Federico Castro
Federico Gastón Castro (Buenos Aires, 28 agosto 1992) è un calciatore argentino, attaccante del Patronato.

## Carriera
Ha giocato nella prima divisione argentina, in quella cilena ed in quella paraguaiana.
In carriera ha giocato inoltre anche 2 partite in Coppa Libertadores.